# ドゥエ・カッラーレ
ドゥエ・カッラーレ（伊: Due Carrare）は、イタリア共和国ヴェネト州パドヴァ県にある、人口約9,000人の基礎自治体（コムーネ）。
1995年にカッラーラ・サン・ジョルジョとカッラーラ・サント・ステーファノの2つのコムーネが合併して成立した。

## 地理

### 位置・広がり

#### 隣接コムーネ
隣接するコムーネは以下の通り。
- アーバノ・テルメ
- バッターリア・テルメ
- カルトゥーラ
- マゼラ・ディ・パードヴァ
- モンテグロット・テルメ
- ペルヌーミア

### 気候分類・地震分類
ドゥエ・カッラーレにおけるイタリアの気候分類 (it) および度日は、zona E, 2344 GGである。
また、イタリアの地震リスク階級 (it) では、zona 3 (sismicità bassa) に分類される。